# Agim Shabani
Agim Shabani (* 14. Februar 1988 in der SFR Jugoslawien) ist ein ehemaliger kosovarisch-norwegischer Fußballspieler.

## Werdegang
Der im Kosovo geborene Shabani floh mit seiner Familie zunächst nach Schweden, ehe sie nach Norwegen weiterzog. Shabani begann mit dem Fußballspielen in der Jugend von Trosvik IF, ehe er in die Jugendabteilung von Fredrikstad FK wechselte. Sein erstes Spiel in der ersten Mannschaft absolvierte der Abwehrspieler anlässlich des Pokalfinales 2006 gegen Sandefjord Fotball, das mit einem 3:0-Erfolg endete.
Im Juni 2007 erlangte Shabani verstärkte internationale Aufmerksamkeit, als er innerhalb von vier Tagen drei Mal des Feldes verwiesen wurde. Zunächst hatte er am 24. Juni im Spiel der Tippeligaen bei Strømsgodset IF die Rote Karte wegen eines Torraubs gesehen. Einen Tag später wurde er bei einem Spiel mit der zweiten Mannschaft wegen Handspiels innerhalb des Strafraums des Feldes verwiesen und am 27. Juni sah er im Pokalspiel beim Drittligisten Nybergsund IL wegen wiederholten Foulspiels die gelb-rote Karte.
Shabani saß bei Fredrikstad FK zunächst hauptsächlich auf der Ersatzbank oder kam in der zweiten Mannschaft des Klubs zum Einsatz. Nachdem er in der Spielzeit 2008 zu keinem Erstligaeinsatz gekommen war, setzte ihn Trainer Anders Grönhagen zu Beginn der folgenden Spielzeit in der Anfangsformation ein. Im März 2009 wurde er in die norwegische U-21-Auswahl berufen, kam aber bei der 0:5-Niederlage gegen die englische Juniorennationalmannschaft nicht zum Einsatz. Am vierten Spieltag der Spielzeit 2009 im April des Jahres verletzte er sich im Spiel gegen den amtierenden Meister Stabæk Fotball schwer am Knie. Am Ende der Spielzeit stieg der Klub in die zweitklassige Adeccoligaen ab, in der unter Trainer Tom Freddy Aune unregelmäßig spielte.
Im Januar 2011 verließ Shabani den Fredrikstad FK, der zum Saisonende 2010 wieder in die erste Liga aufgestiegen war, und schloss sich Moss FK an. Beim Zweitligaabsteiger unterschrieb er einen Kontrakt mit zwei Jahren Laufzeit. Nach 31 Pflichtspielen in zwei Jahren lief sein Vertrag aus, anschließend schloss er sich Kvik Halden FK in der drittklassigen Oddsenligaen an. Später zog er zum seinerzeitigen Viertligisten Østsiden IL weiter, für den er ab 2015 als spielender Assistenztrainer aktiv war. Später schnürte er noch für den Amateurklub Skogstrand IL die Fußballschuhe, ehe er 2022 nochmals für seinen Jugendklub Trosvik IF auflief.
Ab 2011 studierte Shabani Wirtschaftswissenschaft an der Hochschule Østfold, an der er 2014 als Bachelor graduierte. Es folgte bis 2016 ein Masterstudium in Ökonomie und Verwaltung an der Universität für Umwelt- und Biowissenschaften. Zunächst war er anschließend beim Statistisk sentralbyrå tätig, seit 2019 ist er Verwaltungsangestellter bei der Kommune Fredrikstad.